# Chevrolet Lova RV
La Chevrolet Lova RV è un'autovettura prodotta dalla casa automobilistica statunitense Chevrolet dal 2015 al 2019.

## Descrizione
Prodotto dalla joint venture SAIC-GM per il mercato cinese, è stata lanciata ad inizio 2016 ed è basata sulla contemporanea Chevrolet Sail di terza generazione.
La vettura è stata presentata in anteprima mondiale al Salone di Guangzhou nel novembre 2015.
La Lova RV è alimentato da un unico motore: un benzina a quattro cilindri in linea da 1,5 litri aspirato da 113 CV e 143 Nm di coppia montato trasversalmente, che trasmette la coppia alle ruote anteriori, abbinato ad una trasmissione manuale a 5 marce o automatica a 4 marce.
Tutte le versioni della Lova RV sono dotate di sospensioni anteriori con montanti MacPherson e posteriori a barra di torsione, con freni a disco sull'avantreno e a tamburo sul retrotreno.